# Danh sách tòa nhà cao nhất Đài Loan

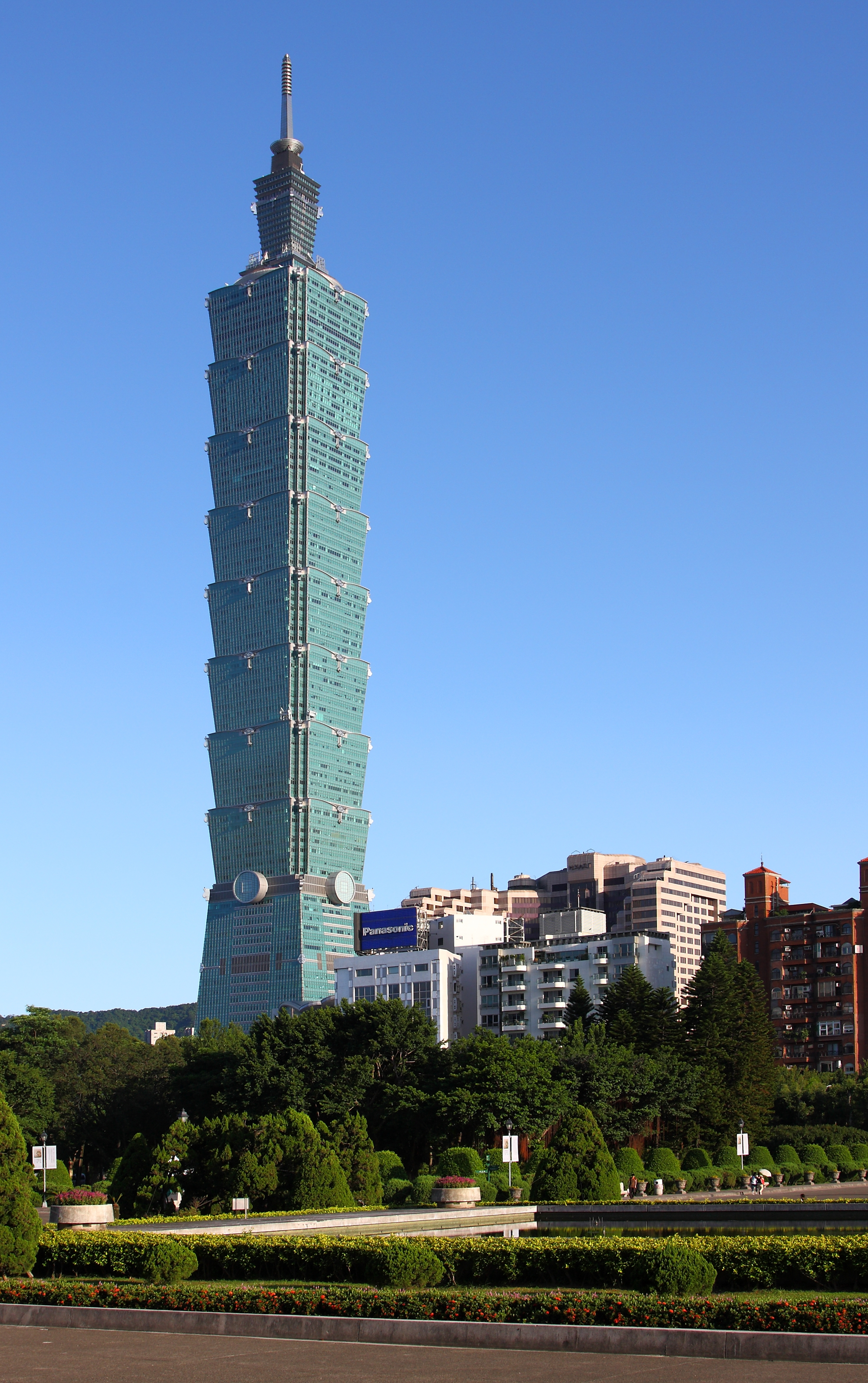
Taipei 101 tòa tháp cao nhất Đài Loan và từng là tòa tháp cao nhất thế giới vào 2004 cho đến 2010 với độ cao 508 m

Danh sách tòa nhà cao nhất Đài Loan với độ cao từ 160 m trở lên.
| Hạng | Tên công trình                   | Ảnh | Độ cao (m) | Số tầng | Khánh thành | Thành phố         |
| ---- | -------------------------------- | --- | ---------- | ------- | ----------- | ----------------- |
| 1    | Taipei 101                       |     | 508 m      | 101     | 2004        | Đài Bắc           |
| 2    | Tòa nhà Tuntex Sky               |     | 347,5 m    | 85      | 1997        | Cao Hùng          |
| 3    | Taipei Nan Shan Plaza            |     | 274 m      | 46      | 2018        | Đài Bắc           |
| 4    | Farglory - The One               |     | 267,6 m    | 68      | 2019        | Cao Hùng          |
| 5    | Shin Kong Life tower             |     | 245 m      | 51      | 1993        | Đài Bắc           |
| 6    | Chang-Gu World trade center      |     | 222 m      | 50      | 1992        | Cao Hùng          |
| 7    | Cathay Landmark                  |     | 212 m      | 46      | 2014        | Đài Bắc           |
| 8    | Farglory Financial Center        |     | 208 m      | 35      | 2012        | Đài Bắc           |
| 9    | Far Eastern Banqiao Tower        |     | 207 m      | 50      | 2013        | Bản Kiều, Tân Bắc |
| 10   | Shr-Hwa International Tower      |     | 192 m      | 47      | 2001        | Đài Trung         |
| 10   | The landmark                     |     | 192 m      | 39      | 2018        | Đài Trung         |
| 11   | Neo Sky Dome Tower B             |     | 188,4 m    | 46      | 2010        | Bản Kiều, Tân Bắc |
| 12   | Grand Hi-Lai Hotel               |     | 186 m      | 45      | 1995        | Cao Hùng          |
| 13   | Chicony Electronics Headquarters |     | 180,5 m    | 39      | 2015        | Đài Bắc           |
| 14   | Bank of Pansin Tower 1           |     | 180 m      | 34      | 2010        | Bản Kiều, Tân Bắc |
| 15   | Golden Plaza                     |     | 178 m      | 22      | 1999        | Đài Trung         |
| 16   | Neo Sky Dome Tower C/D           |     | 177 m      | 43      | 2010        | Bản Kiều, Tân Bắc |
| 16   | Shr-Hwa International Tower      |     | 177        | 47      | 2004        | Đài Trung         |
| 17   | Guo-Yan Building BC              |     | 171 m      | 41      | 2013        | Cao Hùng          |
| 18   | Asia-Pacific Financial Plaza     |     | 170 m      | 42      | 1992        | Cao Hùng          |
| 18   | Fubon Life Communication Center  |     | 170 m      | 37      | 2015        | Đài Trung         |
| 19   | Fung Yap Town Center Square A    |     | 168 m      | 38      | 2010        | Đài Trung         |
| 20   | National Trade Center            |     | 166 m      | 35      | 2018        | Đài Trung         |
| 21   | Fuyu Oriental Crown              |     | 165 m      | 36      | 2014        | Đài Trung         |
| 22   | Pao Huei Solitaire               |     | 161 m      | 40      | 2016        | Đài Trung         |
| 23   | Treasure Garden                  |     | 160 m      | 39      | 2017        | Đài Trung         |
| 23   | Linden Hotel                     |     | 160 m      | 41      | 1994        | Cao Hùng          |
| 23   | Long-Ban World Trade Building 1  |     | 160 m      | 37      | 1993        | Đài Trung         |
| 23   | Long-Ban World Trade Building 2  |     | 160 m      | 37      | 1993        | Đài Trung         |

## Những tòa nhà đang được xây dựng
| Hạng | Tên công trình                 | Ảnh | Độ cao  | Số tầng | Thành phố | Khánh thành |
| ---- | ------------------------------ | --- | ------- | ------- | --------- | ----------- |
| 1    | Fubon Group Xinyi Headquarters |     | 266,3 m | 56      | Đài Bắc   | 2021        |
| 2    | Taichung Condominium Tower     |     | 163 m   | 41      | Đài Trung | 2020        |
| 3    | Taipei Sky Tower               |     | 280 m   | 46      | Đài Bắc   | 2022        |
| 4    | Taipei Twin Towers D1          |     | 360 m   | 74      | Đài Bắc   | 2026        |
| 5    | Taipei Twin Towers C1          |     | 280 m   | 55      | Đài Bắc   | 2026        |